# بوآلزبرگ (پنسیلوانیا)
بوآلزبرگ (به انگلیسی: Boalsburg) یک منطقهٔ مسکونی در ایالات متحده آمریکا است که در شهرستان سنتر، پنسیلوانیا واقع شده‌است. بوآلزبرگ ۱۵٫۰ کیلومتر مربع مساحت و ۳٬۷۲۲ نفر جمعیت دارد و ۳۳۶٫۸۱ متر بالاتر از سطح دریا واقع شده‌است.